# Ernst Burmeister
Joachim Ernst Burmeister (født før 1774 i Hamborg – 1806 i København) var en dansk arkitekt og tømrermester, far til Andreas Burmeister.
Burmeister blev ansat som tømrersvend hos Andreas Kirkerup før 1790, blev tømrermester dette år og blev på et tidspunkt optaget på Kunstakademiet, hvor han vandt den store guldmedalje 1774. Han udfoldede en stor byggeaktivitet i årene efter Københavns brand 1795 og havde i 1794 i alt 77 svende ansat. Hans klassicistiske borgerhuse er med enkle midler er præget af den harsdorffske klassicisme. En del af disse huse er fredet.
Han blev gift 1780 i København med Anna Catherina Gockler (Gorgler, Kochler), datter af øltapper Valentin Gockler og NN.  

## Værker
(alle i København)
- Fortunstræde 3 (1796)
- Admiralgade 20 (1797-98)
- Vestergade 8 (1798)
- Lille Kirkestræde 3 (1798-99, sammen med M. Bälchow)
- Badstuestræde 10 A (1798-99)
- Badstuestræde 12 (1799-1800)
- Knabrostræde 9 (1799-1800)